# صيغة طاقة عادية
صيغة الطاقة العادية Si2 أو CPF هي صيغة ملف لتحديد أساليب حفظ الطاقة مبكرًا في عملية التصميم. في تصميم الدوائر المتكاملة، يكون توفير الطاقة هو الهدف الأولي، ويتعين على المصممين استخدام أساليب مدروسة للغاية مثل الإمرار التلقائي للساعة ومنطق الفولتية المتعددة وغلق الطاقة بالكامل لإبطال العوائق. هذه الأساليب تتطلب تطبيقًا ثابتًا في خطوات التصميم وذلك للحصول على تصميم منطقي وتنفيذه وإثباته. على سبيل المثال، عند استخدام العديد من مصادر الطاقة المختلفة، فإن التخليق المنطقي يجب أن يدخل مستوى المحولات ومكان وتسيير يجب أن يتعامل معها بشكل صحيح والأدوات الأخرى مثل التحليل الزماني الساكن والتفعيل الرسمي يجب أن تُفهم هذه المكونات. وحيث إن الطاقة تصبح ملحة بشكل متزايد، فإن كل أداة تضيف المقومات اللازمة بشكل مستقل. وعلى الرغم من أن ذلك يجعل من الممكن إنشاء تدفقات طاقة منخفضة، فإن ذلك صعب ويعرض للخطأ حيث إن نفس هذه المعلومات تحتاج إلى أن يتم تحديدها عدة مرات، في صيغ مختلفة، للعديد من الأدوات المختلفة. وقد تم إنشاء صيغة الطاقة كصيغة عادية يمكن أن يتم استخدامها من العديد من الأدوات لتحديد بيانات الطاقة المحددة حتى يكون الهدف من الطاقة فقط إدخالها مرة واحدة ومن الممكن أن يتم استخدامها بشكل مشابه من خلال جميع الأدوات. والهدف من صيغة الطاقة العادية هو دعم البنية الأساسية للتصميم الآلي للطاقة.
ويرتبط بصيغة الطاقة العادية مبادرة الطاقة المقواة (PFI) ، وهي مجموعة من الشركات التي تتعاون لخلق منهجية تصميم طاقة منخفضة وقد ساهمت في تطوير مواصفات CPF v1.0. تمتد عضوية مبادرة الطاقة المقواة إلى (EDA) وبروتوكول الإنترنت والمكتبات والتطبيقات المخصصة للدائرة المتكاملة (ASIC) وإدارة المستندات المتكاملة (IDM) وشركات المعدات. في مارس 2007، قُدم CPF v1.0 لمبادرة السليكون المتكامل (Si2) حيث تم التصديق عليه من قبل ائتلاف Si2 للطاقة المنخفضة (LPC) كمعيار Si2. يراقب ائتلاف الطاقة المنخفضة التطور الحالي لمعايير CPF v1.0.

## المحتويات
إنشاء نطاقات طاقة واضحة ومصادر طاقتها:
- التصميم المنطقي: من الممكن تخصيص الوحدات النمطية التسلسلية على أنها تخص نطاقات مصادر طاقة محددة
- التصميم المادي: من الممكن تحديد شبكات وارتباطات الطاقة الأرضية الواضحة لكل خلية أو قالب.
- التحليلات: مكتبة البيانات الزمانية المختلفة لحالات يتم فيها استخدام نفس الخلية في نطاقات طاقة مختلفة

دوائر الطاقة المنطقية للتحكم
- مواصفات منطق مغير المستوى - خلايا خاصة تكون ضرورية عندما تنتقل الإشارات بين قوالب مختلفة لفلطية المنبع.
- مواصفات منطق العزل - ما يجعل المنطق مخصصًا هو الحاجة إلى الإشارات التي تنتقل بين القوالب التي يمكن أن تُشغل أو يوقف تشغيلها بشكل منفصل.
- مواصفات منطق حالة الاحتباس - عندما يتم إيقاف تشغيل القوالب بالكامل، مهما كان احتباس الحالة؟
- مواصفات منطق المفتاح ورقابة الإشارات - كيف يتم تشغيل وإغلاق القوالب؟

تعريف وتحقيق صيغ الطاقة (الاستعداد، والسبات ...إلخ)
- تعاريف الصيغة
- تعابير تحويل الصيغة

## التاريخ والخلاف
أنظمة تصميم الإيقاع تصميم الإصدارات المبكرة من CPF،  ثم مشاركتها لـ Si2. وقد تلا ذلك بوقت قصير جهود بديلة أو صيغة طاقة موحدة أو UPF، مقترحة كمعيار من [[معايير جمعية مهندسي الكهرباء والإلكترونيات# وعملية تطوير معايير جمعية مهندسي الكهرباء والإلكترونيات |معايير IEEE على نحو مقابل لمعيار Si2 . وقد أُديرت صيغة الطاقة الموحدة بشكل أساسي في شركة سينوبسيس ومونتور جرافكس وماغما. الاختلافات التقنية بين الصيغتين طفيفة نسبيًا، لكن الاعتبارات السياسية يصعب التغلب عليها. ودون اندهاش، تدعم حلول الطاقة منخفضة الإيقاع صيغة الطاقة العادية Si2، حيث إن شركة سينوبسيس ومونتور جرافكس تعرضان جميع أنواع الدعم لصيغة الطاقة الموحدة. تدعم الماغما كل من CPF وUPF.
لقد تم إجراء محاولة مقاربة في ائتلاف الطاقة المنخفضة في Si2، ولمزيد من التفاصيل اطلع على هذا الرابط: http://www.si2.org/?page=984

## وصلات خارجية
- Download CPF specification.